# 珍珠泉乡
珍珠泉乡是中国北京市延庆区下辖的一个乡，位于县境东部。珍珠泉为古延庆八景之一。

## 沿革
- 1947年属河北省四海县。
- 1951年划为延庆县第九区
- 1953年为珍珠泉乡。
- 1958年改四海公社珍珠泉大队。
- 1961年设立珍珠泉公社。
- 1983年11月改乡。
- 1997年9月，撤销小川乡，并入珍珠泉乡。

## 行政区划
珍珠泉乡下辖1个社区、15个村委会：
珍珠泉乡社区、珍珠泉村、称沟湾村、庙梁村、下水沟村、上水沟村、下花楼村、八亩地村、转山子村、水泉子村、双金草村、小川村、小铺村、仓米道村、南天门村和桃条沟村。

## 旅游景区
- 珍珠泉

## 美食
- 红心鸭蛋（明清时为皇宫贡品）